# Dragon Age: Origins – Awakening
Dragon Age: Origins — Awakening (рус. Dragon Age: Начало – Пробуждение) — дополнение к компьютерной ролевой игре Dragon Age: Origins в жанре фэнтези, разработанное канадской студией BioWare. Оно поступило в продажу 16 марта 2010 года в Северной Америке и 19 марта 2010 года в Европе на PC, Xbox 360 и PlayStation 3.
Сюжет дополнения продолжает историю оригинальной игры.

## Игровой процесс
Общая система игры такова, как и в оригинальной игре. Одно из изменений геймплея — необходимость заботиться о собственных землях, принимая решения по их обороне (выражается в поисках руды и выделении средств на строительство стен). Прохождение сюжета занимает от 10 до 15 часов, помимо основной линии присутствует большое количество побочных квестов. Отношения с сопартийцами несколько сокращены, романтическая линия в «Пробуждении» отсутствует.
Добавлены две новые специализации для каждого класса и линейки навыков и заклинаний/умений, ингредиенты, материалы 8-го и 9-го уровней. Кроме того, можно купить учебники мага крови и потрошителя, и неограниченное число книг фокуса, позволяющих заново получить все уровни (в том числе сопартийцам).

### Новые специализации
В этом дополнении к каждому классу также прибавилось по две специализации.
Магам:
- Хранитель — владеют скрытой магией долийских эльфов, которая практикуется на управлении растениями и корнями деревьев.
- Маг-воин — сочетая в себе способности мага и воина, такие волшебники опасны в бою.

Воинам:
- Воин духа — владеют магией, но всё же не являются волшебниками. Заигрывают с обитателями Тени, которые взамен дают воинам духа силы «Теневой магии».
- Стражник — они крепки телом, понимают, что союзники также важны в бою, поэтому способны к разным видам обороны и оборонительных способностей.

Разбойникам:
- Легионер-разведчик — слухи о Легионе Мёртвых восхищают, а легионеры-разведчики их подтверждают. Они способны выстоять любую атаку, которую бы не пережил ни один разбойник.
- Тень — мастера засады и скрытности, разбойники-самоучки, опасны в бою.

## Сюжет
Персонаж игрока (из Dragon Age: Origins или созданный заново — Серого Стража из Орлея) становится командором ордена Серых стражей, под протекторат которого отдан эрлинг Амарантайн, бывшее владение убитого во время событий Dragon Age: Origins Рэндона Хоу. Игрок прибывает в крепость — Башню Бдения. Порождения тьмы, несмотря на гибель Архидемона, не прекратили свои нападения на людей. Они лишь разделились на два враждующих клана. Стражи получают информацию о появлении индивидуально разумных порождений тьмы и начинают расследовать дело.
Оказывается, что среди порождений тьмы каким-то образом появилось уникальное существо, которое само себя называет Архитектор. Он стремится вывести свою расу из-под контроля Древних Богов, подарив им свободу. Одно из его созданий, матка порождений тьмы по прозвищу Мать, восстало против Архитектора, так как не справилась с освобождением и обезумела. Игроку предстоит защитить свои владения от нашествий орд Матери и решить вопрос с Архитектором.
Сюжет неявно делится на три части:
1. Отбить Башню Бдения у порождений тьмы. На этом этапе к игроку могут присоединиться Огрен и Андерс.
2. Посетить три основные локации (лес Вендинг, гномий тейг Кэл Хирол и Чёрные болота) и решить там проблемы. На этом этапе к игроку могут присоединиться все остальные спутники: по одному с каждой упомянутой локации (Веланна, Сигрун и Справедливость соответственно) и Натаниэль Хоу в Башне Бдения. Также герой побывает в главном городе провинции, проверит подвалы своей крепости и переживёт попытку покушения. Он может укрепить крепость и вооружить солдат.
3. Война с порождениями тьмы. Необходимо выбрать, что защищать — город или свою крепость. Затем герой отправляется в логово Матери для её уничтожения, незадолго до встречи с ней можно сразиться и с Архитектором, или внять его доводам.

## Персонажи
Из героев оригинальной игры в дополнении присутствуют Огрен, кузнец Вейд и его приказчик Херрен, а также Анора, Винн, Алистер или Логейн (в зависимости от выбора игрока в Dragon Age: Origins). Из них спутником будет только Огрен (озвучивает Сергей Чихачев) — все тот же пьяный гном — берсерк, после ухода из Орзамара оставшийся в Денериме. Просит стать Серым стражем и легко переживает Посвящение без осложнений.

### Новые спутники главного героя
Мхаири — человек, женщина-рыцарь, сопровождающая главного героя во время его похода к Башне Бдения, рекрут Серых стражей, стать которым она мечтала всю жизнь. После того, как Башня Бдения была очищена от порождений тьмы, она погибла во время обряда посвящения.
Андерс — человек, маг-отступник из Ферелденского Круга. Прирождённый нарушитель спокойствия, Андерс неоднократно сбегал из башни, показывая невероятную изобретательность. Но несмотря на всю его находчивость и талант, ему никогда не удавалось окончательно ускользнуть от храмовников. После очередного побега был пойман и вёлся храмовниками в Круг. В Башне Бдения оказывается прямо перед нападением порождений тьмы, которые, по его словам, при встрече с Командором Стражей и убили храмовников. Может быть принят в Серые Стражи по желанию игрока. Узнает Стража Командора, если Начало было пройдено за мага. Также является одним из спутников в Dragon Age II. (озвучивает Сергей Казаков)
Натаниэль Хоу — человек, сын Рендона Хоу. Проникнув в Башню Бдения, принадлежавшую ранее его роду, Натаниэль хотел забрать фамильные ценности, однако его схватили и бросили в тюрьму. Винит игрока в убийстве отца, если Начало пройдено за человека знатного происхождения. У игрока есть возможность казнить Натаниэля, либо принять в Серые Стражи. Натаниэль ничего не знал о зверствах своего отца. (озвучивает Илья Бледный)
Веланна — долийская эльф-маг. Была изгнана из своего клана. Отличается скверным характером, пренебрежительно относится к человеческой расе (она считает, что именно люди похитили её сестру и теперь хочет всем жестоко отомстить). У игрока есть возможность взять Веланну в орден Стражей. Узнает Стража Командора, если Начало пройдено за долийского эльфа. (озвучивает Ольга Голованова)
Сигрун — женщина-гном из Легиона Мертвых. Была изгнана, дабы встретить смерть в бою с порождениями тьмы. Из всего Легиона она одна осталась жива. Она бы также погибла, если бы не встретилась с главным героем. Узнав, что её спаситель — Серый Страж, просит присоединиться к его отряду и просит сама стать Серым Стражем. Узнает Стража Командора если Начало было пройдено за гнома. (озвучивает Татьяна Шитова)
Справедливость — благожелательный к смертным дух из Тени. Сам того не желая, дух вселяется в тело мёртвого Серого Стража Кристофа. Узнав, кем Кристоф был раньше, дух отправляется с главным героем, помогая ему в истреблении порождений тьмы. (озвучивает Андрей Симанов)

## Критика
| Сводный рейтинг    | Сводный рейтинг                        |
| Агрегатор          | Оценка                                 |
| ------------------ | -------------------------------------- |
| GameRankings       | ПК: 80,77 % PS3: 80,93 % X360: 79,86 % |
| Metacritic         | PC: 82/100 PS3: 80/100 X360: 80/100    |
| Иноязычные издания |                                        |
| Издание            | Оценка                                 |
| GameSpot           | 8,0/10                                 |
| IGN                | 8,5/10                                 |